# Varese Ligure
Varese Ligure (Vaise /vai̯ze/ in ligure) è un comune italiano di 1 734 abitanti della provincia della Spezia in Liguria. Il territorio comunale è il maggiore della provincia spezzina, rappresentandone oltre il 15% del territorio complessivo, e il secondo, dopo Genova, dell'intera regione.

## Geografia fisica
Varese Ligure è il comune più settentrionale della provincia della Spezia, confinante sia con la città metropolitana di Genova che con la provincia di Parma, situato in alta val di Vara alla confluenza del torrente Crovana nel fiume Vara.

## Storia

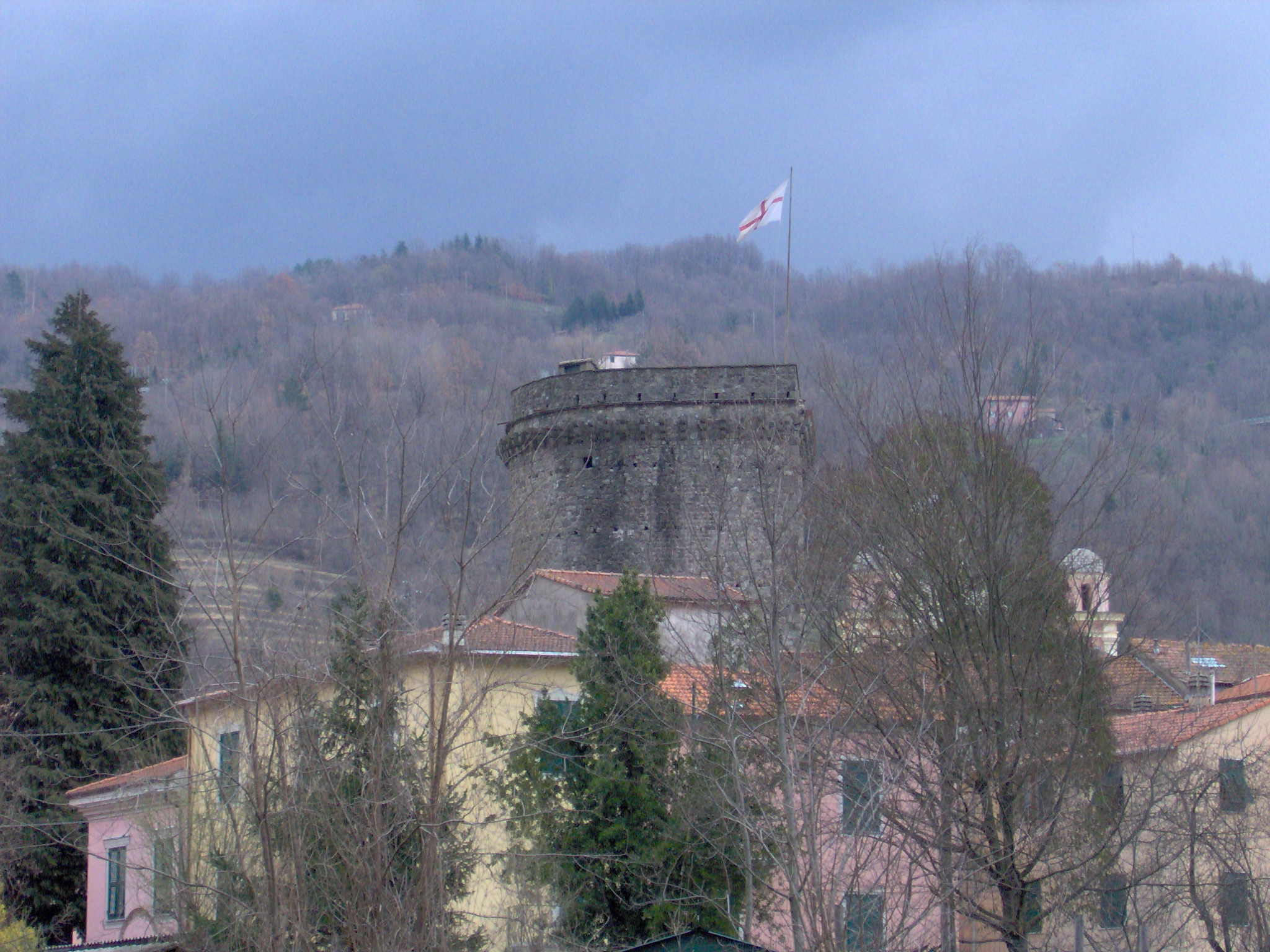
La svettante torre del Piccinino del castello Fieschi nel centro di Varese Ligure

La nascita del borgo varesino trae la sua origine dalla posizione strategica posta all'incrocio delle strade transappenniniche dirette verso Parma e Tortona. Le vie che partono da Sestri Levante e Luni a Varese Ligure trovavano infatti facile accesso alla pianura Padana, con la conseguente creazione di un mercato di scambio.
Nella zona dell'attuale Varese Ligure doveva esistere un insediamento di epoca bizantina, i cui resti sono stati rilevati sotto il castello dei Fieschi. Ad avvalorare questa ipotesi sono alcuni toponimi di derivazione greca come il "Monte dei Greci", la località Baselica (che potrebbe indicare una selva imperiale o una strada) ed il quartiere di Grecino.
Nell'alta val di Vara, pressoché disabitata, esisteva un'entità ecclesiastica importante, la pieve de Varia che aveva sotto la propria giurisdizione numerose terre: nel 1031 comprendeva, tra le altre, Cassego, Chinela, Trenzanasca, Scioverana, Zanega.
La presenza dei conti fliscani di Lavagna nel territorio è datato all'inizio dell'XI secolo quando, nel 1161, ottennero l'investitura dall'imperatore Federico I. Alla fine del XII secolo i rami dei conti Fieschi e Pinelli si stabilirono nell'attuale Cassego e di lì iniziarono a disboscare, a costruire edifici in legno, a seminare, ad avviare l'agricoltura e l'allevamento.
Quasi subito iniziò la lunga stagione dei conflitti tra le due famiglie, fin quando i Fieschi scacciarono i Pinelli da Cassego e li costrinsero a rifugiarsi nella vicina località Carbello dove costruirono una torre, detta appunto torre dei Pinelli. Con un successivo patto le due casate si spartirono il territorio: quello a ponente della torre spettava ai Fieschi, quello di levante ai Pinelli, mentre i terreni oltre il fiume Scagliana rimanevano di proprietà comune.

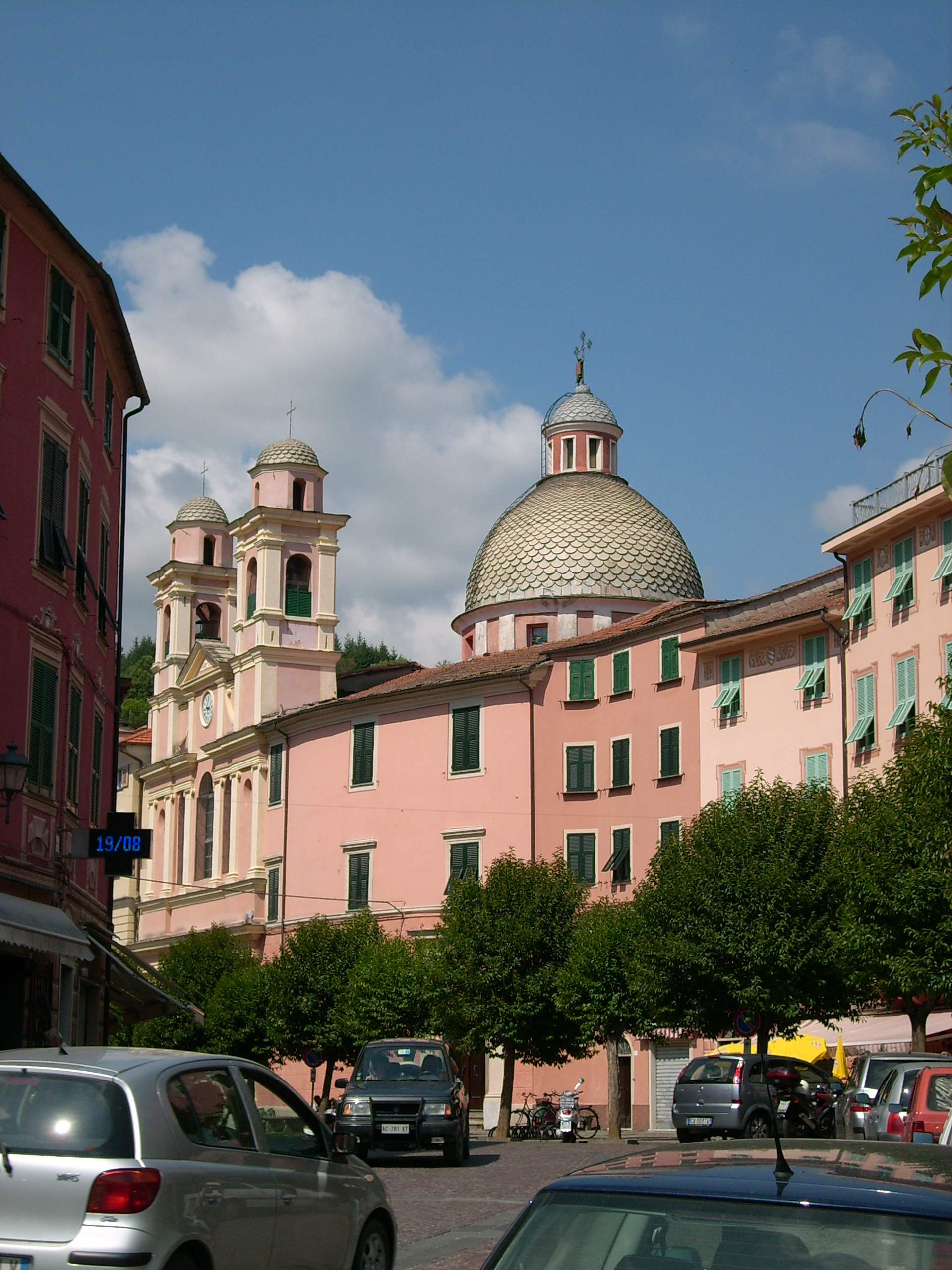
Scorcio del centro di Varese Ligure con la chiesa dei Santi Filippo Neri e Teresa d'Avila

La loro superiorità numerica portò i Fieschi a conquistare la supremazia nell'alta val di Vara entro la fine del XIII secolo. Avuta dunque la meglio, essi decisero di consolidare la propria presenza sul territorio fondando un borgo che potesse diventare il fulcro della vita dell'intera zona; si stilò quindi un progetto d'insediamento, che prevedeva case murate e tutte uguali tra loro. Determinante nella scelta del sito fu la variazione di percorso della strada diretta dal parmense al mare, che non seguiva più come un tempo la mezza costa, ma il corso del fiume Vara.
Attraverso varie vicende storiche, i Fieschi amministrarono il feudo fino al 1386, anno in cui il doge genovese Antoniotto Adorno lo acquistò dal conte Carlo Fieschi. Presto la famiglia ne tornò in possesso, ma nel XV secolo il suo dominio venne insidiato per ben due volte e nel 1435 Nicolò Piccinino, alla guida di una spedizione ordinata da Filippo Maria Visconti contro i Fieschi, arrivò da Borgotaro, si impossessò di Varese e del castello di Monte Tanano e distrusse il castellazzo di Montevecchio.
Nel 1472 Varese passò sotto la dominazione dei Landi, feudatari dell'alta val di Taro, a seguito del matrimonio del signore di Compiano, Manfredo, con Antonia Maria Fieschi. 
Fu Gian Luigi Fieschi "il Vecchio", nel 1478, a riconquistare il feudo alla famiglia che lo reggerà fino al 1547 quando, in seguito al fallimento della congiura del nipote Gian Luigi contro Andrea Doria, il potere della casata crollò e i suoi domini furono incamerati dalla Repubblica di Genova seguendone le sorti e divenendone un importante punto strategico genovese nelle terre spezzine con la creazione dell'omonima Podesteria.
Nel 1479, risalenti con il loro esercito dalla Spezia, giunsero a Varese Ligure Ludovico il Moro e suo fratello Sforza Maria diretti a conquistare il potere nel Ducato di Milano. Sforza Maria morì a Varese nel luglio dello stesso anno mentre Ludovico proseguì per la val Sturla e la val Baviera e il 23 prese Tortona e tutto l'Oltrepò.
Nel 1547, dopo la loro congiura, i Fieschi perdono il possesso del feudo imperiale di Varese Ligure che Carlo V attribuisce alla Repubblica di Genova che poi la eleva a Podesteria.
Nel 1797 con la dominazione francese di Napoleone Bonaparte rientrò dal 2 dicembre nel Dipartimento del Vara, con capoluogo Levanto, all'interno della Repubblica Ligure. Dal 28 aprile del 1798 con i nuovi ordinamenti francesi, Varese rientrò nel IV cantone, come capoluogo, della Giurisdizione del Gromolo e del Vara e dal 1803 centro principale del VI cantone dell'Alta Vara nella Giurisdizione dell'Entella. Annesso al Primo Impero francese dal 13 giugno 1805 al 1814 venne inserito nel Dipartimento degli Appennini.
Nel 1815 fu inglobato nel Regno di Sardegna, secondo le decisioni del Congresso di Vienna del 1814, che sottopose la municipalità di Varese nella provincia di Chiavari sotto la divisione di Genova. Dal 1859 al 1923 il territorio fu compreso nel VII mandamento omonimo del circondario di Chiavari dell'allora provincia di Genova, nel Regno d'Italia. Con l'istituzione nel 1923 della provincia della Spezia, fu inglobato in quest'ultima amministrazione provinciale.
Nel 1862 assunse l'odierna denominazione di Varese Ligure.
Dal 1973 al 31 dicembre 2008 ha fatto parte della Comunità montana dell'Alta Val di Vara e, con le nuove disposizioni della Legge Regionale nº 24 del 4 luglio 2008, fino al 2011 della Comunità montana Val di Vara.

### Simboli
Stemma
Gonfalone

Lo stemma e il gonfalone sono stati concessi con il decreto del presidente della Repubblica nº 4027 del 20 giugno 1984. La composizione dello stemma richiamerebbe quello di uno dei rami collaterali dei Fieschi, feudatari della zona insieme ai Doria.

## Monumenti e luoghi d'interesse

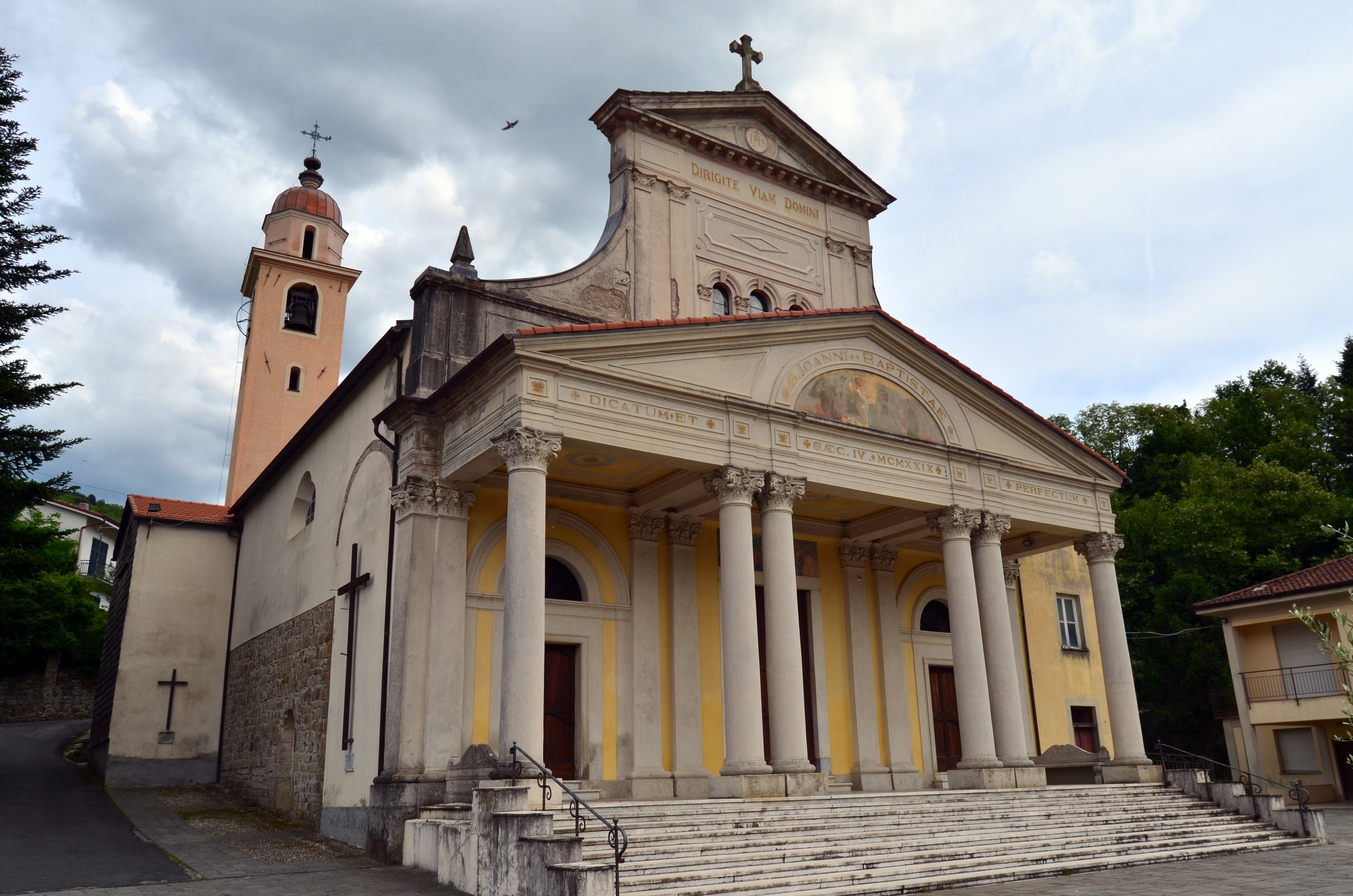
La chiesa parrocchiale di San Giovanni Battista a Varese Ligure

### Architetture religiose

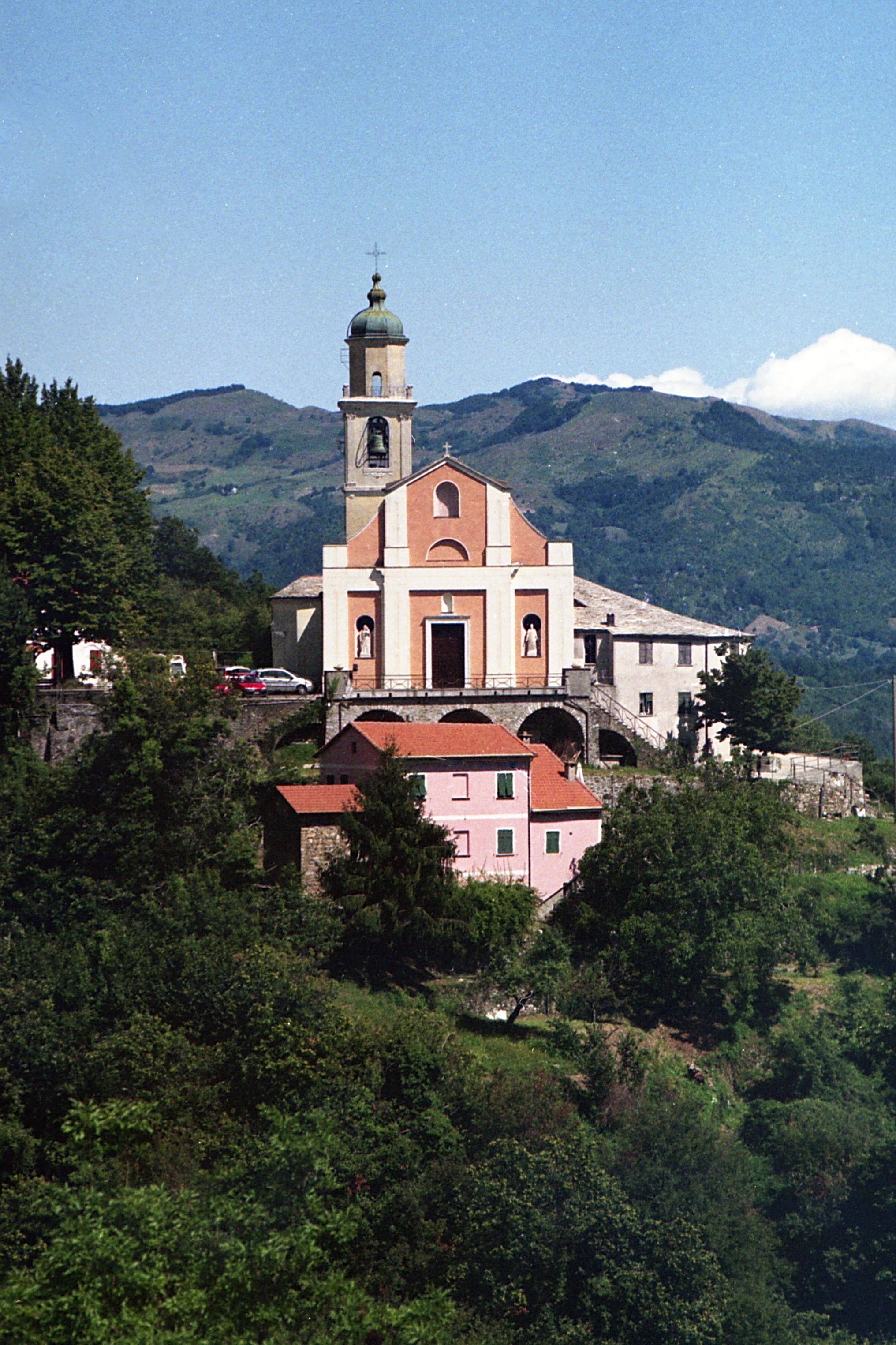
La chiesa di San Pietro presso la frazione di Comuneglia

- Chiesa parrocchiale di San Giovanni Battista nel capoluogo. Edificata verso la metà del XVII secolo, conserva al suo interno opere pittoriche e scultoree dei maestri Luigi Sciallero, Giovanni Andrea De Ferrari, Gregorio De Ferrari e Anton Maria Maragliano.
- Chiesa dei Santi Filippo Neri e Teresa d'Avila nel capoluogo. Coeva della parrocchiale di San Giovanni Battista, e già chiesa del convento delle Agostiniane, è situata nel piazzale antistante il castello fliscano.
- Oratorio dei Santi Antonio e Rocco, nel capoluogo, situato a fianco della parrocchiale di San Giovanni Battista. Edificato nel XVII secolo, in stile barocco, è sede della quattrocentesca confraternita omonima.
- Oratorio di Santa Sabina nel capoluogo. Chiesa gentilizia dei conti Chiappe dal XVII secolo, secolo dell'edificazione, anche questo edificio è stato affrescato da Giuseppe Galeotti. L'edificio è oggi utilizzato come sede di attività culturali.
- Chiesa parrocchiale di San Pietro apostolo nella frazione di Buto.
- Chiesa parrocchiale di San Lorenzo martire nella frazione di Caranza.
- Chiesa parrocchiale di San Bartolomeo apostolo nella frazione di Cassego.
- Chiesa di San Cristoforo nella frazione di Cavizzano, dove all'interno è custodita la tela della Madonna col Bambino tra i santi Cristoforo e Giacomo già assegnata a Simone Barbino ma in realtà opera di Giovanni Domenico Cappellino[10].
- Chiesa parrocchiale di Santa Maria Assunta nella frazione di Codivara. Rettoria dal XIV secolo e quindi incorporata nella comunità di Comuneglia, la parrocchia fu istituita e resa indipendente dal 24 dicembre 1903.

- Chiesa parrocchiale di San Pietro apostolo nella frazione di Comuneglia.
- Chiesa parrocchiale di San Vincenzo martire nella frazione di Costola.
- Chiesa parrocchiale di San Martino vescovo nella frazione di Montale. L'attuale chiesa è stata oggetto nei secoli di vistosi interventi alla struttura che ne hanno, in parte, mutato quelli che erano i primitivi elementi della chiesa quattrocentesca.
- Chiesa di San Michele Arcangelo nella frazione di Porciorasco. All'interno è conservato un gruppo ligneo, di scuola scultorea genovese del Settecento, raffigurante una Madonna col Bambino donata alla chiesa dalla famiglia De Paoli, originari della Corsica. E proprio all'isola è legata la statua in quanto sembrerebbe una riproduzione lignea della celebre Madonna di Lavasina venerata nell'omonimo santuario presso Brando.
- Chiesa parrocchiale di San Pietro apostolo nella frazione di San Pietro Vara, considerata una delle chiese più antiche della vallata.
- Oratorio di Nostra Signora della Spianata nella frazione di San Pietro Vara dove all'interno sono ospitati i crocifissi processionali.
- Chiesa parrocchiale di Sant'Andrea apostolo nella frazione di Salino.
- Chiesa parrocchiale di San Lorenzo martire nella frazione di Scurtabò. Ricordata in un atto del 1387 fu consacrata da monsignor Amedeo Casabona il 15 agosto 1929. Alcuni registri canonici andarono distrutti in un incendio compiuto nelle fasi dell'ultimo conflitto bellico.
- Chiesa parrocchiale di San Bernardo abate nella frazione di Taglieto.
- Chiesa parrocchiale di San Rocco nella frazione di Teviggio. L'odierna parrocchiale fu costruita dopo il XVII secolo in sostituzione della precedente chiesa, intitolata a san Quirico, posizionata più a valle e che andò distrutta durante un evento alluvionale.
- Chiesa di San Giovanni Nepomuceno nella località di Trenzasca.
- Chiesa parrocchiale di Sant'Anna nella frazione di Valletti.

### Architetture militari

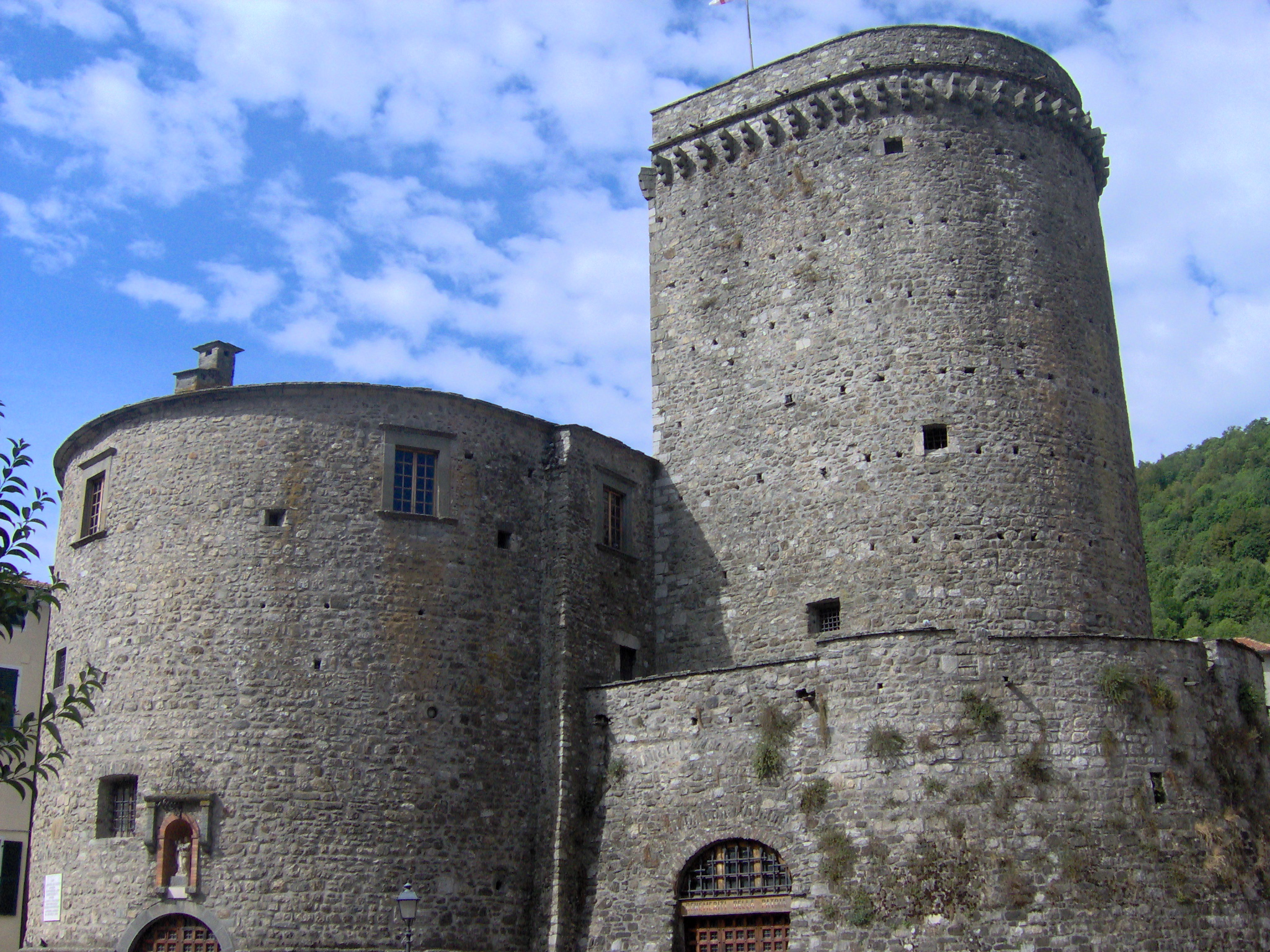
Il castello Fieschi di Varese Ligure

- Castello Fieschi di Varese Ligure. Situato nella parte settentrionale del cosiddetto "Borgo Rotondo", fu edificato dai feudatari Fieschi in epoca medievale per il controllo e difesa di Varese. La struttura è costituita principalmente dalle due torri dette "del Piccinino", edificata nel 1435, e "di Manfredo Landi" del 1472. Donato dagli ultimi proprietari al Comune nel 2016[11], viene usato per manifestazioni ed esposizioni.
- Castello Fieschi sul Monte Tanano. Costruito nel XII secolo dalla famiglia fliscana in contrapposizione ai Pinelli, il castello fu al centro degli eventi bellici che interessarono il territorio varesino nel XV secolo, in particolare nell'assedio del condottiero Niccolò Piccinino e, in seguito, nello stratagemma di riconquista ordito da Gian Luigi Fieschi; gli eventi attestano che fu poi lo stesso Fieschi ad ordinare la distruzione del maniero, nel 1492, con l'utilizzo di alcune parti del castello per l'edificazione delle case del Borgo Rotondo in Varese Ligure; restano visibili, comunque, alcuni ruderi della struttura.
- Nel territorio varesino rimangono ancora visibili i resti e ruderi di antiche fortificazioni, erette per la maggior parte dalle famiglie Fieschi e Pinelli in epoca medievale. A Cassego sono presenti i resti di una fortificazione detta "la Torricella" così come a Cavizzano il castello edificato dai Pinelli o il castello fliscano di Codivara detto "di Novasina" o "Panizzaro".

### Architetture civili

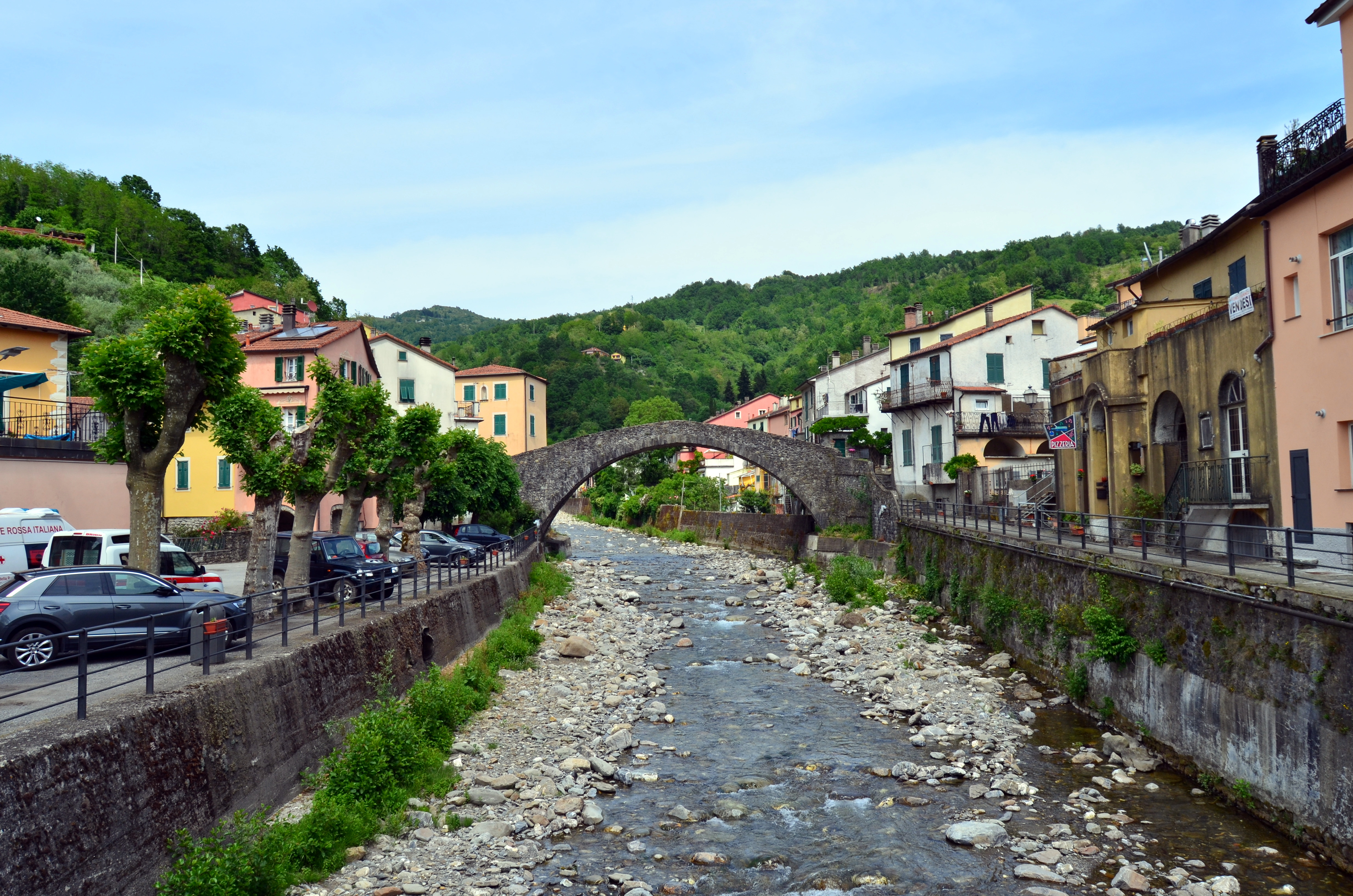
Il ponte di Grexino, del 1515.

- "Borgo Rotondo" nel centro storico di Varese[12]. Voluto dai Fieschi per il controllo e difesa del territorio varesino è formato da una schiera di case in pietra uguali e disposte lungo un perimetro a pianta circolare che racchiude le due principali piazze (piazza Fieschi e piazza Castello). Nei sottostanti portici, erano poste le attività commerciali, magazzini e laboratori artigiani. 
Un sistema di collegamento interno fatto di laterali vicoli (i "carruggi") permettono tuttora di affacciarsi nell'unica via mediana, anticamente chiusa da due porte e di cui solo quella a sud è ancora visibile. Nella parte settentrionale è il palazzo e poi castello Fieschi, già residenza signorile dei feudatari e, con la dominazione della repubblica genovese, sede del podestà e delle carceri. Nella piazzetta del borgo si svolgeva il mercato.
- Palazzo Ferrari nel centro storico di Varese. Nella cappella privata dell'edificio, oggi trasformato in abitazioni private, si celebrarono le nozze tra il marchese Domenico Pallavicini e Luigia Ferrari. A quest'ultima è dedicata l'ode A Luigia Pallavicini caduta da cavallo del poeta Ugo Foscolo. Nel giardino privato del palazzo è oggi situato il locale monumento ai Caduti, bronzo di Pietro Ravecca.
- Torre civica nel centro storico di Varese. La torre era in origine il campanile della chiesa conventuale di Santa Croce degli Agostiniani, edificio religioso che subì la chiusura e la soppressione nella dominazione napoleonica della Repubblica Ligure, nel Primo Impero francese, tra la fine del Settecento e l'inizio dell'Ottocento. Trasferite le opere d'arte nella parrocchiale di San Giovanni Battista, la chiesa fu quindi sconsacrata nel XX secolo e oggi convertita in spazi per le attività culturali.
- Ponte di Grecino o Grexino, nello storico quartiere, è un ponte ad unica arcata realizzato nel 1515 e sovrastante il torrente Crovana.

### Aree naturali
Nel territorio comunale di Varese Ligure sono presenti e preservati tre siti di interesse comunitario per il loro particolare interesse naturale e geologico. Il primo sito è collocato tra le province di Genova e della Spezia - condiviso tra i comuni di Borzonasca, Mezzanego, Ne e Varese Ligure - e che comprende l'area del monte Zatta, passo del Bocco, passo Chiapparino e il monte Bossea per una superficie di oltre tremila ettari.
Il sito tra il rio Borsa e il fiume Vara è invece compreso tra i comuni di Maissana e Varese per un'area di circa 68 ettari.
Condiviso con il comune di Sesta Godano è invece il SIC del monte Gottero e del passo del Lupo per una superficie di 1.130 ettari.

## Società

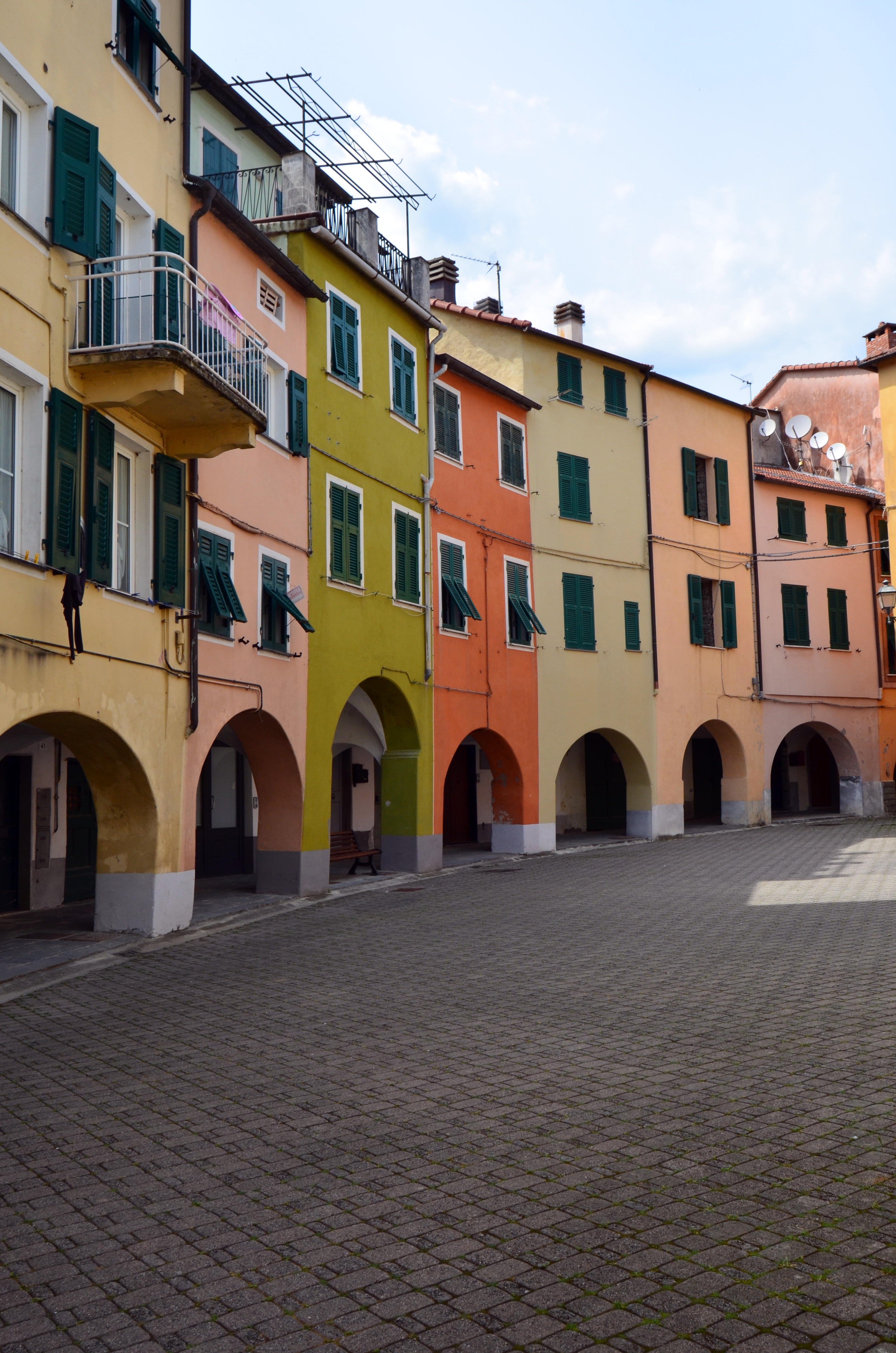
Piazza Fieschi, cuore del Borgo Rotondo

### Evoluzione demografica
Abitanti censiti

### Etnie e minoranze straniere
Secondo i dati Istat al 31 dicembre 2019, i cittadini stranieri residenti a Varese Ligure sono 88, così suddivisi per nazionalità, elencando per le presenze più significative:
1. Romania, 20

### Qualità della vita
Varese Ligure è stato il primo comune in Europa che ha ottenuto la certificazione ambientale ISO 14001, rilasciata dal Registro navale italiano e la registrazione EMAS da parte del Comitato Ecolabel-Ecoaudit che hanno accertato significativi processi di efficienza ambientale, hanno verificato l'assenza di agenti inquinanti come l'ossido di carbonio, inquinamento acustico ed elettromagnetico. Hanno garantito la qualità dei servizi urbani come la gestione dei rifiuti, il trattamento delle acque, i servizi alle imprese, i trasporti, la tutela del paesaggio, ed hanno riconosciuto la valenza turistica del territorio. È un caso di studio internazionale per la relazione fra l'occupazione e gli investimenti nell'ambiente. Legambiente assegna al comune la palma di comune più ecologico d'Italia.

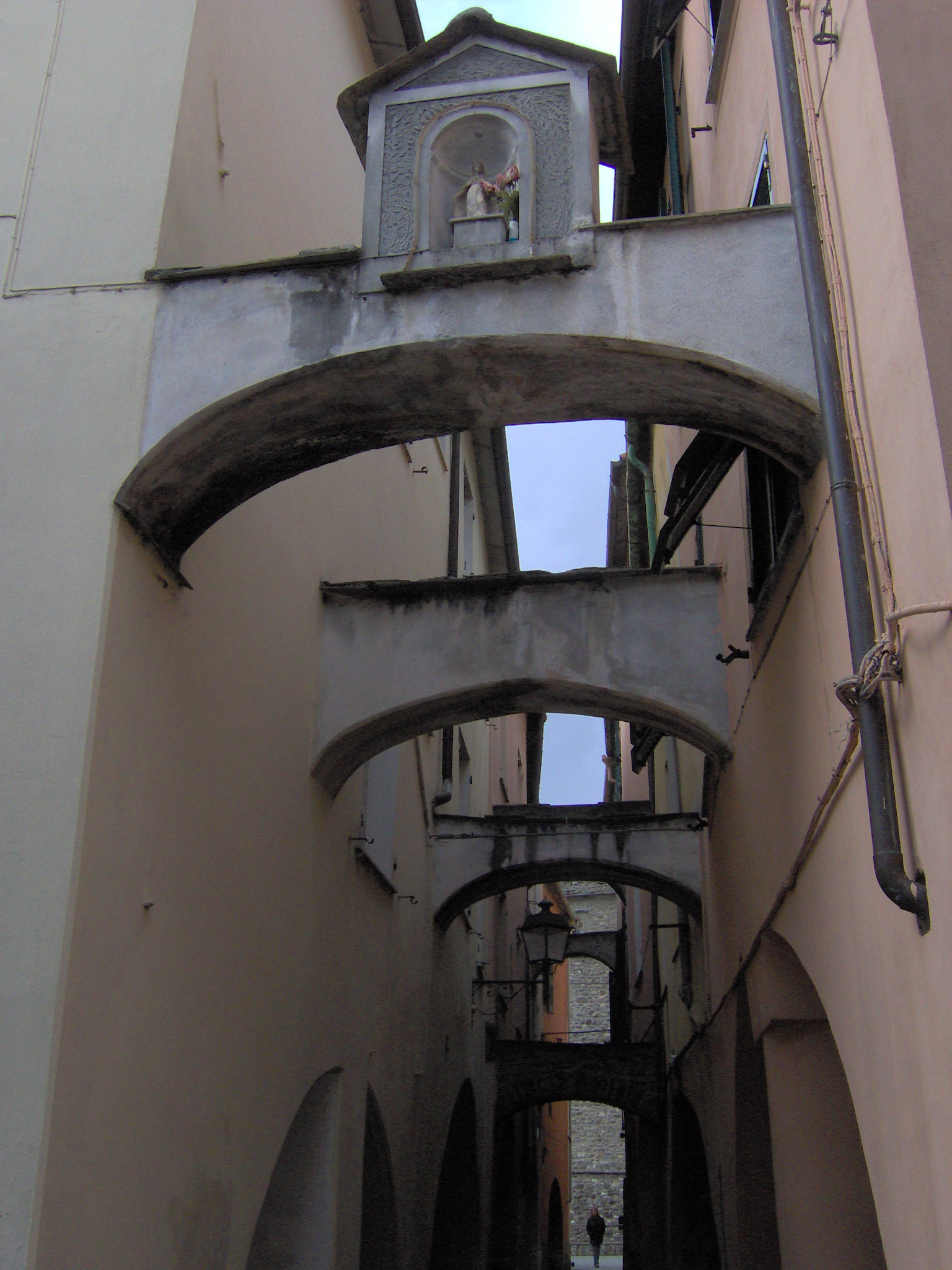
Scorcio del centro storico

Il comune fa parte del circuito dei borghi più belli d'Italia e insignito, dal 2006, della Bandiera arancione dal Touring Club Italiano.

## Cultura

### Istruzione

#### Scuole
Varese Ligure è sede del seguente istituto scolastico statale, inerente al ciclo scolastico della scuola secondaria di secondo grado:
- Istituto Tecnico Commerciale Statale "Manfredo Da Passano"'.

#### Musei
Presso la frazione di Cassego è visitabile il museo contadino con l'esposizione di documenti e oggetti legati alle attività artigianali e degli antichi mestieri del territorio varesino e della val di Vara.

## Geografia antropica

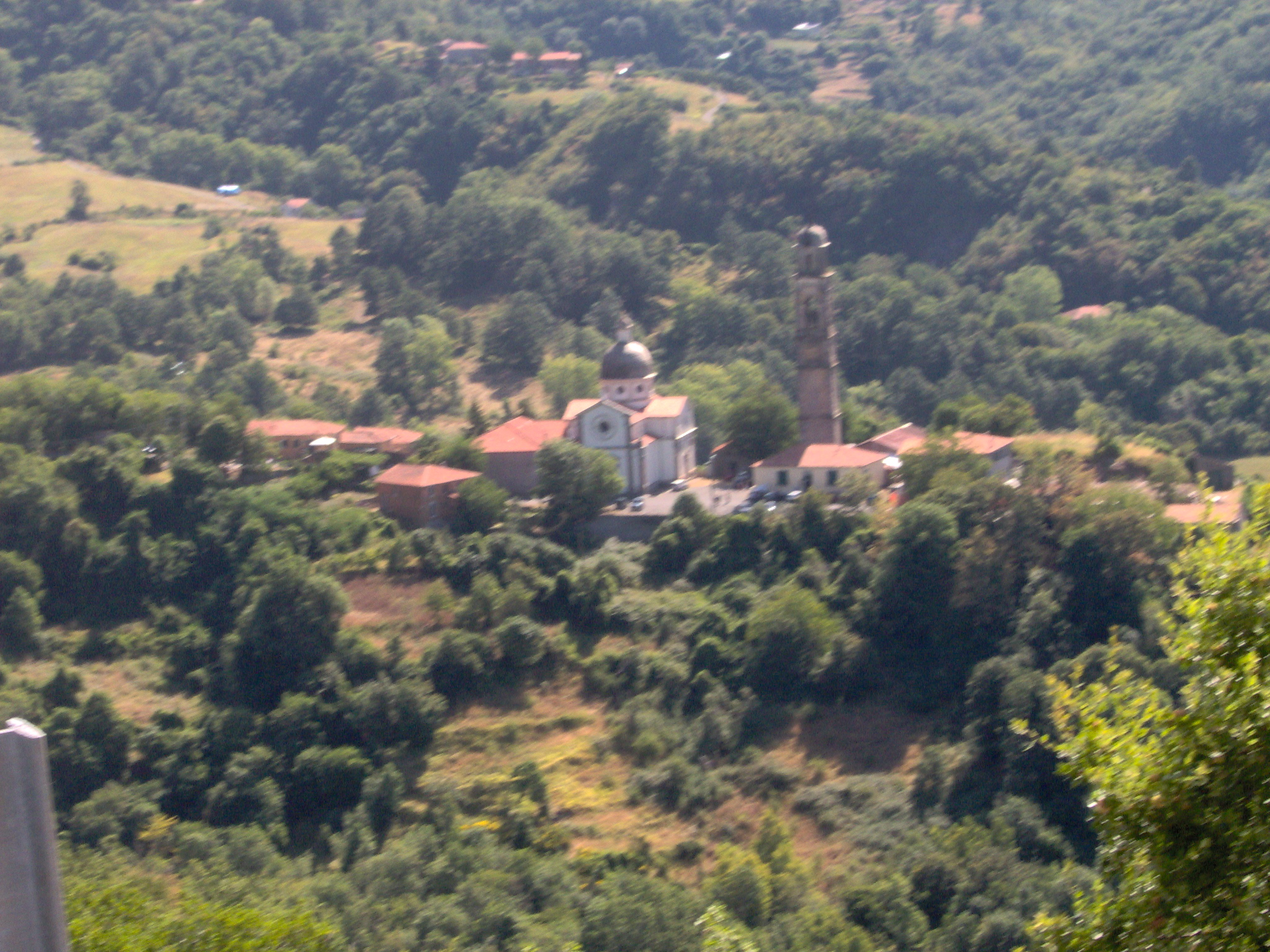
La chiesa parrocchiale di San Lorenzo della frazione di Caranza

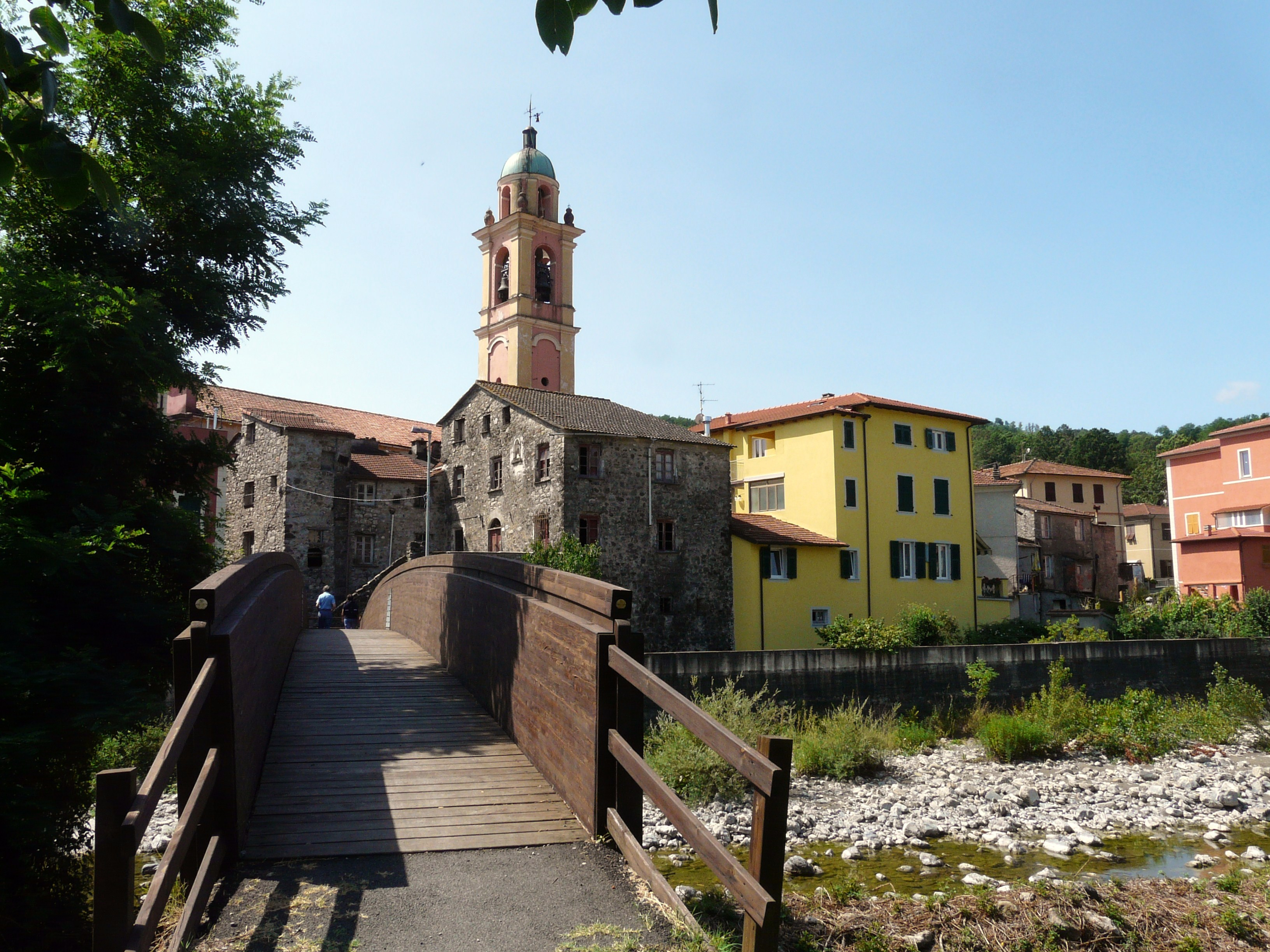
Panorama di San Pietro Vara

Il comune è costituito, oltre il capoluogo, dalle sedici frazioni di Buto, Caranza, Cassego, Cavizzano, Cesena, Codivara, Comuneglia, Costola, Montale, Porciorasco, Salino, San Pietro Vara, Scurtabò, Teviggio, Taglieto e Valletti per un totale di 137,59 km².
Confina a nord con i comuni di Borzonasca (GE) (grazie alla posizione non continua al resto del comune della frazione di Giaiette, già posta in val di Taro), Tornolo (PR) e Albareto (PR), a sud con Carro, ad ovest con Ne (GE) e Maissana, e ad est con Albareto e Sesta Godano.

### Frazioni
- Salino[21]. In continua crescita demografica, si anima durante il periodo estivo essendo un luogo di villeggiatura piuttosto ricercato nella val di Vara. La festività paesana più importante è la festa dell'Assunzione di Maria del 15 agosto, che prevede la celebrazione della messa, una processione lungo il paese con accompagnamento della banda musicale e una lotteria di beneficenza. Il 18 maggio ricorre invece la festa di san Venanzio, con esposizione di crocefissi delle compagnie limitrofe e banchetto con degustazione di prodotti tipici.
- Scurtabò. Si estende dai 400 ai 800 m s.l.m. e conta circa 200 residenti. Il nome sembri derivi da: "passaggio dei buoi". Scurtabò è raggiungibile da Chiavari (39 km) andando a Carasco, Mezzanego e proseguendo verso il passo del Bocco raggiunto il quale deve scendere verso Varese Ligure o da Sestri Levante (36 km) passando per Castiglione Chiavarese, percorrendo il traforo di Velva e giunti a Varese Ligure salendo verso il passo del Bocco.
- Taglieto. Si raggiunge salendo per circa 7 km dal borgo di Varese Ligure verso il passo di Centocroci, svoltando, ad un certo punto, nella strada comunale. Il territorio di Taglieto è costituito da un borgo centrale e da decine di località sparse per tutto il versante ad ovest della strada statale del Colle di Centocroci. Nel centro del paese si trova la chiesa di San Bernardo Abate, elevata a parrocchia dal vescovo di Chiavari monsignor Amedeo Casabona nel 1942; si venera con particolare solennità il titolare, san Bernardo Abate, la penultima domenica di agosto, con una messa solenne al mattino e il vespro e la processione nel pomeriggio, con gli artistici crocifissi delle confraternite e la statua del santo portata a spalle. Molti altri sono i santi venerati nella parrocchia: sant’Antonio Abate, san Giuseppe, Nostra Signora della Misericordia, sant’Antonio da Padova, Nostra Signora di Lourdes e Nostra Signora della Guardia. Prima di essere elevata a parrocchia, la chiesa di Taglieto faceva parte del territorio della parrocchia di Varese Ligure come chiesa succursale, pur avendo quasi sempre avuto un’amministrazione autonoma ed un proprio sacerdote. L’attuale chiesa è stata costruita nella seconda metà del 1700, ma ne esisteva già una precedente collocata in un’altra località. Del territorio parrocchiale fa parte la cappella di Nostra Signora della Neve, che si trova poco sotto al colle delle Centocroci: nella prima domenica di agosto vengono organizzati i festeggiamenti con una messa solenne al mattino e il vespro e la processione nel pomeriggio, con gli artistici crocifissi delle confraternite e la statua della Madonna portata a spalle. Del territorio parrocchiale di Taglieto fanno parte le seguenti località: Begagìn, Carrèe, Case Lensacco, Case Megotto, Case Sabadi, Caserotte, Centocroci, Faventóu, Fenolli, Ginestre, Gruppin, Lago, Laverto, Monte Tanano, Mulino, Noci, Pecorara, Praelli, Prate, Schiappacasse.

## Economia

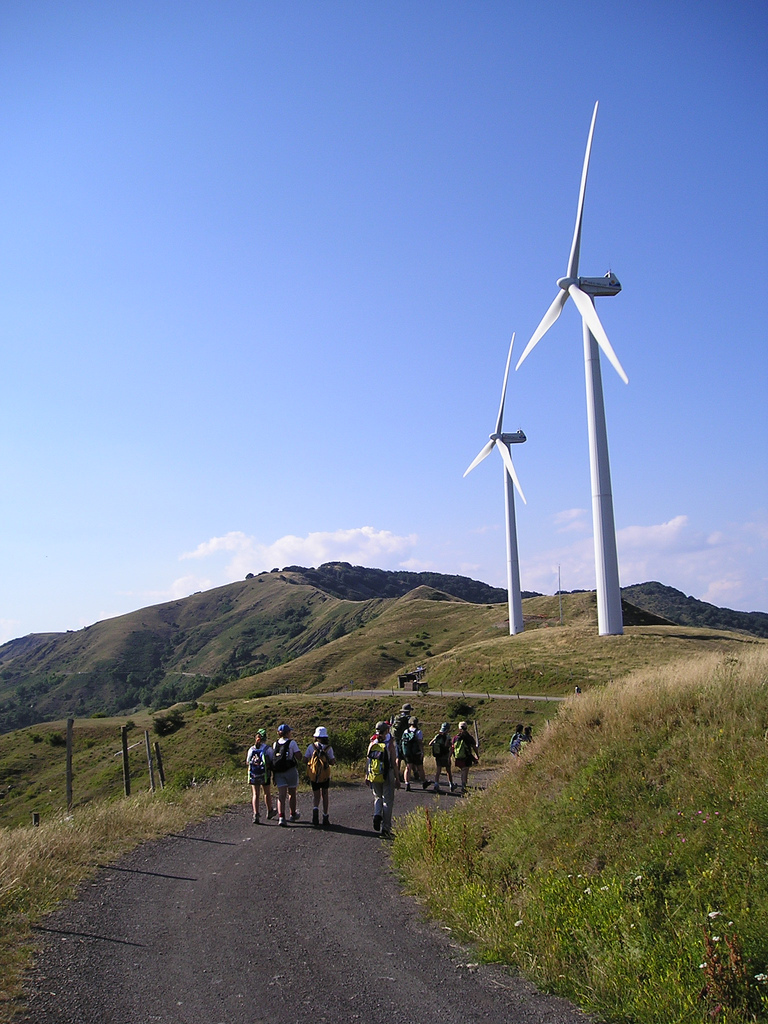
Pale della centrale eolica

Da circa mille anni esiste nella valle una tradizione di zootecnia. All'attività di allevamento bovino, si è aggiunta la coltura bio, largamente sovvenzionata con fondi dell'Unione europea, che ha portato alla val di Vara (e Varese Ligure in particolare) il soprannome di Valle del biologico.

### La centrale eolica
Sul territorio del comune sorge la più potente centrale elettrica eolica in Liguria. Si tratta di un impianto eolico che genera 6,5 gigawattora di energia elettrica l'anno.

## Infrastrutture e trasporti

### Strade
Il territorio di Varese Ligure è attraversato principalmente dalla strada statale 523 del Colle di Cento Croci che gli permette il collegamento stradale con le frazioni del comune di Maissana, a sud, e con Albareto nel parmense. Altre arterie provinciali sono la SP 49 che da Varese Ligure conduce a Mezzanego; la SP 57 per le frazioni comunali di Ne e la SP 566 per Sesta Godano.

### Mobilità urbana
Varese Ligure è servita da autobus dell'AMT per i collegamenti con Sestri Levante (GE) e da autobus della ATC per i collegamenti con La Spezia.

## Amministrazione

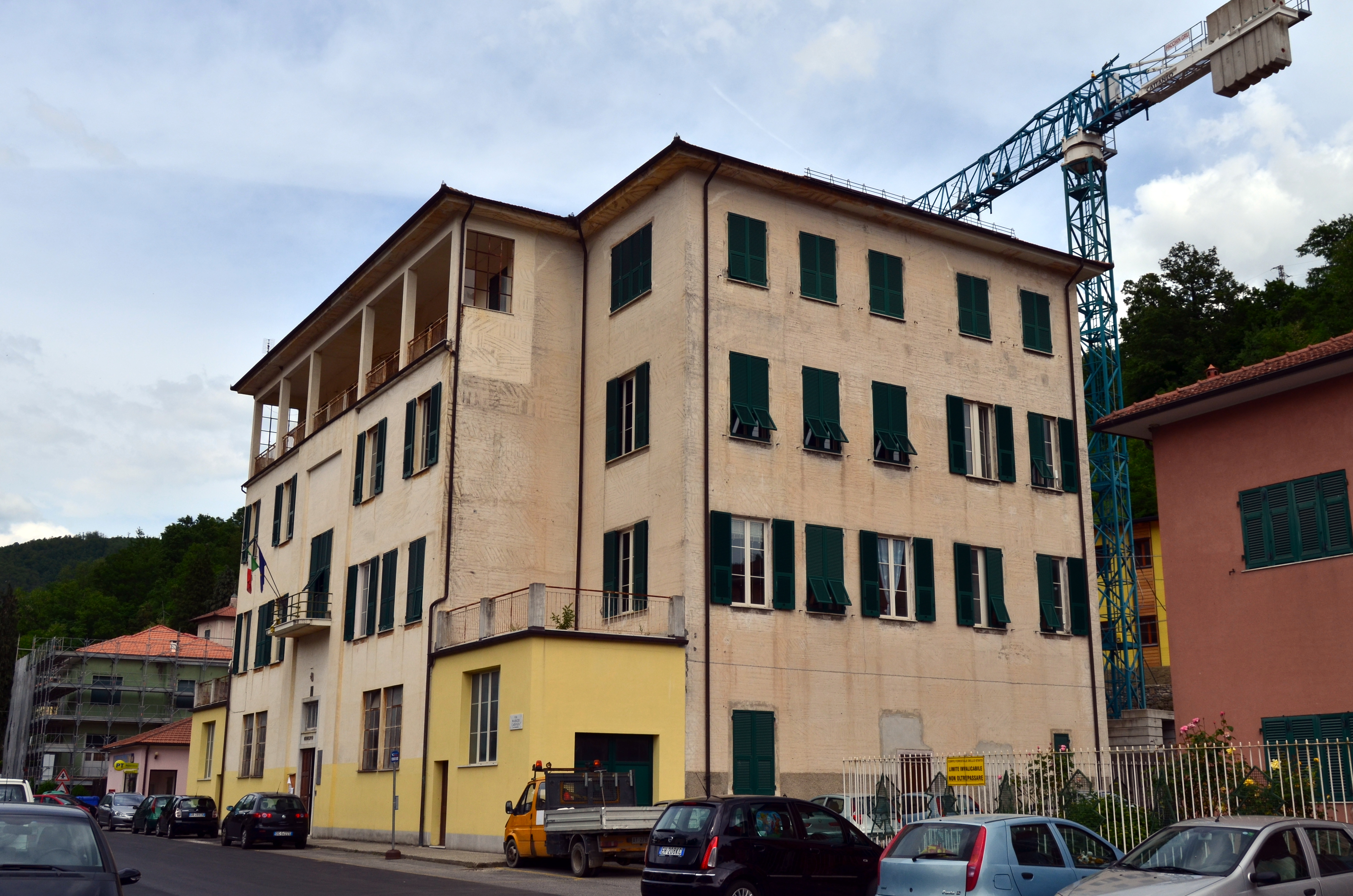
Il municipio

| Periodo        | Periodo        | Primo cittadino      | Partito                                           | Carica  | Note |
| -------------- | -------------- | -------------------- | ------------------------------------------------- | ------- | ---- |
| 1834           | 1835           | Antonio Maghella     | Regno di Sardegna                                 | Sindaco |      |
| 1951           | 1964           | Mario De Lucchi      | Democrazia Cristiana                              | Sindaco |      |
| 1974           | 1975           | Mario De Lucchi      | Democrazia Cristiana                              | Sindaco |      |
| 1º giugno 1985 | 20 maggio 1990 | Vito Gianoni         | Democrazia Cristiana                              | Sindaco |      |
| 20 maggio 1990 | 24 aprile 1995 | Maurizio Caranza     | Varese 2000 (lista civica di Centro-sinistra)     | Sindaco |      |
| 24 aprile 1995 | 14 giugno 1999 | Maurizio Caranza     | Varese 2000 (lista civica di centro-sinistra)     | Sindaco |      |
| 14 giugno 1999 | 14 giugno 2004 | Maurizio Caranza     | Varese 2000 (lista civica di centro-sinistra)     | Sindaco |      |
| 14 giugno 2004 | 8 giugno 2009  | Michela Marcone      | Varese 2000 (lista civica di centro-sinistra)     | Sindaco |      |
| 8 giugno 2009  | 26 maggio 2014 | Michela Marcone      | Varese 2000 (lista civica di centro-sinistra)     | Sindaco |      |
| 26 maggio 2014 | 27 maggio 2019 | Gian Carlo Lucchetti | Futuro per Varese (lista civica di centro-destra) | Sindaco |      |
| 27 maggio 2019 | 10 giugno 2024 | Gian Carlo Lucchetti | Futuro per Varese (lista civica di centro-destra) | Sindaco |      |
| 10 giugno 2024 | in carica      | Mauro Rattone        | Per Varese Ligure e frazioni (lista civica)       | Sindaco |      |